# Paulo Duarte
Paulo Jorge Rebelo Duarte (Massarelos, Portugal, 6 de abril de 1969) es un exjugador y entrenador de fútbol portugués. Actualmente está sin club.
En una carrera de 17 años, acumuló un total de 238 partidos y ocho goles en Primeira Liga en 12 temporadas, representando principalmente a União de Leiria. Se convirtió en entrenador en 2006, también trabajó con ese club y luego estuvo a cargo de las selecciones nacionales de Burkina Faso, Gabón y Togo.

## Carrera como jugador
Duarte nació en Massarelos, Distrito de Oporto. Después de jugar fútbol juvenil en el Boavista F.C. local y comenzar como profesional en el União Coimbra, fichó por la União Leiria en 1988, también en la segunda división.
Duarte luego pasó dos temporadas cada una para S.C. Salgueiros y C.S. Marítimo, debutando en la Primeira Liga con el primero y disputando un total de 84 partidos ligueros entre ambos clubes. Posteriormente, regresó a Leiria, que ahora competía en la liga de fútbol portuguesa, retirándose después de casi una década a la edad de 34 años y actuando como primera opción en cuatro de esas campañas (en 2001-02, como equipo clasificado para la Copa Intertoto de la UEFA, fue dirigido por el joven José Mourinho).

## Carrera como entrenador
Después de su retiro, Duarte comenzó de inmediato su carrera directiva, permaneciendo en su último club Leiria como asistente. En la décima ronda de Primeira Liga 2006-07 fue nombrado entrenador del primer equipo, y finalmente lo ayudó a terminar séptimo.
A fines de 2007, Duarte dejó Leiria y, un par de meses después, fue nombrado entrenador de la Burkina Faso. El 2 de junio de 2009, sin embargo, fue fichado por el Le Mans Union Club 72 de Francia con un contrato de dos años mientras aún trabajaba con la selección nacional.
Duarte fue despedido por Le Mans el 8 de diciembre de 2009, convirtiéndose en la primera baja del entrenador de la Ligue 1 en la temporada, pero todavía estaba en el banquillo para la campaña de Burkina Faso en la Copa Africana de Naciones 2010, saliendo en la fase de grupos después de un empate y una derrota (la equipo estaba en el grupo de Togo). El 17 de febrero de 2012, después de tres partidos y otras tantas derrotas en la Copa Africana de Naciones 2012, fue despedido.
El 29 de abril de 2012, Duarte fue nombrado entrenador interino de la selección de Gabón. Fue despedido el 23 de septiembre del año siguiente, después de no poder clasificar al país ni para la Copa Africana de Naciones 2013 ni para la Copa Mundial de la FIFA 2014.
A fines de diciembre de 2015, después de una breve etapa en el club CS Sfaxien de Túnez, Duarte fue nuevamente nombrado técnico de Burkina Faso.Llevó a este último al tercer lugar en la Copa Africana de Naciones 2017, después de una victoria por 1-0 contra Ghana en Port-Gentil.
El 24 de julio de 2019, como la selección no llegó a la final de la Copa Africana de Naciones 2019, la Federación Burkinesa de Fútbol decidió rescindir el contrato de Duarte. En septiembre de 2020, fue anunciado como nuevo entrenador del equipo angoleño C.D. Primeiro de Agosto.
Duarte se convirtió en entrenador de Togo en mayo de 2021, tras la partida de Claude Le Roy. Como resultado de sus compromisos con Primeiro de Agosto, el acuerdo solo se hizo efectivo en agosto, con Jonas Komla actuando como interino hasta su llegada.El 20 de junio de 2024, presentó su renuncia con efecto inmediato.
En junio de 2024, fue oficializado como entrenador del Al-Kholood.Cuatro meses después, fue despedido de su cargo luego de un mal comienzo en la temporada.

## Clubes

### Como jugador
| Club          | País     | Año       |
| ------------- | -------- | --------- |
| União Coimbra | Portugal | 1987-1988 |
| União Leiria  | Portugal | 1988-1991 |
| Salgueiros    | Portugal | 1991-1993 |
| Marítimo      | Portugal | 1993-1995 |
| União Leiria  | Portugal | 1995-2004 |

### Como entrenador
| Club                      | País           | Año       |
| ------------------------- | -------------- | --------- |
| União Leiria              | Portugal       | 2006-2007 |
| Selección de Burkina Faso | Burkina Faso   | 2008-2012 |
| Le Mans                   | Francia        | 2009      |
| Selección de Gabón        | Gabón          | 2012-2013 |
| Sfaxien                   | Túnez          | 2015      |
| Selección de Burkina Faso | Burkina Faso   | 2016-2019 |
| Primeiro de Agosto        | Angola         | 2019-2021 |
| Selección de Togo         | Togo           | 2021-2024 |
| Al-Kholood                | Arabia Saudita | 2024      |